# Гросрёда
Гросрёда (нем. Großröda) — община в Германии, в земле Тюрингия. 
Входит в состав района Альтенбург. Подчиняется управлению Альтенбургер Ланд.  Население составляет 225 человек (на 31 декабря 2010 года). Занимает площадь 2,67 км².